# Paul Newman (językoznawca)
Paul Newman (ur. 1937) – amerykański językoznawca, specjalista w zakresie języków afrykańskich. Zajmuje się przede wszystkim językiem hausa oraz językami czadyjskimi. Do jego zainteresowań naukowo-badawczych należą m.in.: lingwistyka historyczna, morfofonologia, tonalność, metody badań terenowych, leksykografia.
Posiada bakalaureat z filozofii oraz magisterium z antropologii (University of Pennsylvania). Doktorat z językoznawstwa uzyskał w 1967 r. na Uniwersytecie Kalifornijskim w Los Angeles.

## Publikacje książkowe
- A Hausa-English Dictionary. Yale University Press (2007)
- Klingenheben’s Law in Hausa. Rüdiger Köppe (2004)
- The Hausa Language: An Encyclopedic Reference Grammar. Yale University Press (2000)
- Nominal and Verbal Plurality in Chadic. Foris Publications (1990)